# Sanicula rubriflora
Sanicula rubriflora là một loài thực vật có hoa trong họ Hoa tán. Loài này được F. Schmidt ex Maxim. miêu tả khoa học đầu tiên năm 1859.